# Buena Vista (Anaco)
Pour les articles homonymes, voir Buena Vista.
Buena Vista est l'une des trois divisions territoriales et statistiques dont l'une des deux paroisses civiles de la municipalité d'Anaco dans l'État d'Anzoátegui au Venezuela. Sa capitale est Buena Vista.

## Géographie

### Démographie
Hormis sa capitale Buena Vista, la paroisse civile possède plusieurs localités dont :
- Buena Vista
- El Toro